# Lucanus groulti
Lucanus groulti es una especie de coleóptero de la familia Lucanidae.

## Distribución geográfica
Habita en Uttar Pradesh, Pakistán y Nepal.